# Sociedad Deportiva Eibar (femminile)
La Sociedad Deportiva Eibar, chiamata comunemente Eibar, (in basco Eibar Kirol Elkartea), è una squadra di calcio femminile spagnola, sezione dell'omonimo club con sede a Eibar, piccolo centro abitato della provincia di Gipuzkoa, nella comunità autonoma dei Paesi Baschi.
La squadra, fondata nel 1991 con la denominazione Eibartarrak Futbol Taldea, riuscì nella prima parte della sua storia sportiva a conquistare una Supercoppa, iniziando poi una collaborazione con il club "maschile" della cittadina per diventarne ufficialmente la sezione femminile dal 2009.

## Palmarès
- Supercoppa spagnola: 1

1999 (come Eibartarrak)

## Organico

### Rosa 2020-2021
Rosa, ruoli e numeri di maglia tratti dal sito ufficiale e LaLiga.com,aggiornati al 24 gennaio 2021.
| N. |                               | Ruolo | Calciatrice        |
| -- | ----------------------------- | ----- | ------------------ |
| 1  | Spagna (bandiera)             | P     | Noelia García      |
| 2  | Spagna (bandiera)             | D     | Puyi               |
| 3  | Spagna (bandiera)             | D     | Queralt Gómez      |
| 4  | Spagna (bandiera)             | D     | Napo               |
| 5  | Spagna (bandiera)             | D     | Estíbaliz Aizpurua |
| 6  | Spagna (bandiera)             | C     | Maria Llompart     |
| 7  | Spagna (bandiera)             | C     | Arene Altonaga     |
| 8  | Spagna (bandiera)             | C     | Aida Esteve        |
| 9  | Spagna (bandiera)             | A     | Kuki               |
| 10 | Guinea Equatoriale (bandiera) | D     | Ruth Álvarez       |
| 11 | Spagna (bandiera)             | D     | Carla Morera       |
| 12 | Nigeria (bandiera)            | A     | Charity Adule      |
| 13 | Spagna (bandiera)             | P     | Malena Mieres      |
| 14 | Giappone (bandiera)           | C     | Honoka Yonei       |
| 15 | Spagna (bandiera)             | D     | Nerea Gantxegi     |

| N. |                      | Ruolo | Calciatrice      |
| -- | -------------------- | ----- | ---------------- |
| 16 | Spagna (bandiera)    | C     | Mar Torrás       |
| 17 | Sudafrica (bandiera) | D     | Noko Matlou      |
| 18 | Sudafrica (bandiera) | A     | Thembi Kgatlana  |
| 19 | Spagna (bandiera)    | A     | Arola Aparicio   |
| 20 | Brasile (bandiera)   | D     | Jujuba           |
| 21 | Spagna (bandiera)    | A     | Sara Navarro     |
| 22 | Spagna (bandiera)    | C     | Sheila Elorza    |
| 23 | Spagna (bandiera)    | P     | Eider Egaña      |
| 24 | Spagna (bandiera)    | A     | Ane Campos       |
| 26 | Spagna (bandiera)    | A     | Nahia Larrinaga  |
| 27 | Spagna (bandiera)    | D     | Uxue Iparragirre |
| 28 | Spagna (bandiera)    | D     | Marta López      |
| 29 | Spagna (bandiera)    | A     | Irati Martín     |
| 31 | Spagna (bandiera)    | C     | Malen Olañeta    |